# Tillandsia plagiotropica
Tillandsia plagiotropica är en gräsväxtart som beskrevs av Otto Rohweder. Tillandsia plagiotropica ingår i släktet Tillandsia och familjen Bromeliaceae. Inga underarter finns listade i Catalogue of Life.

## Bildgalleri

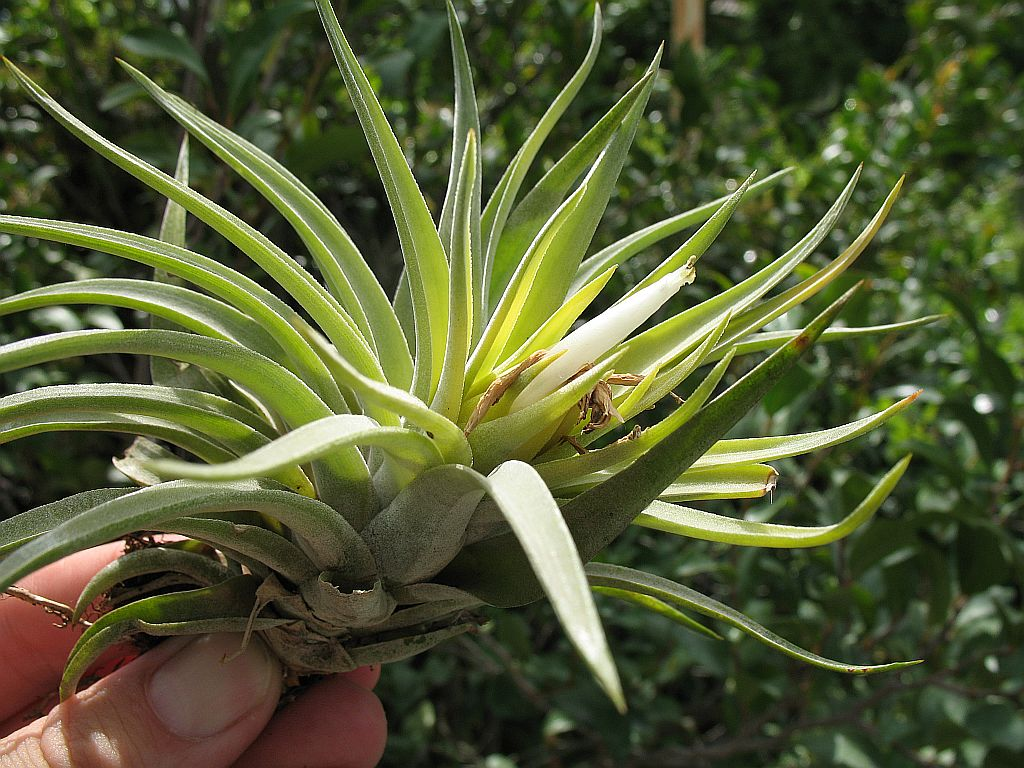